# Würgegalgen

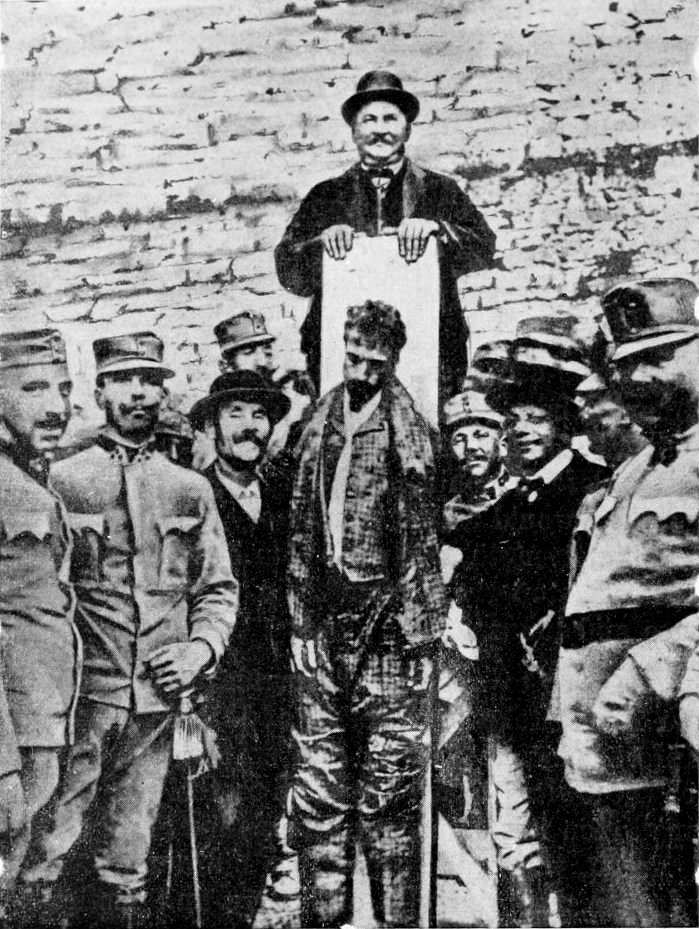
Uśmiechnięty kat Josef Lang i skazaniec Cesare Battisti na szubienicy würgegalgen (1916)

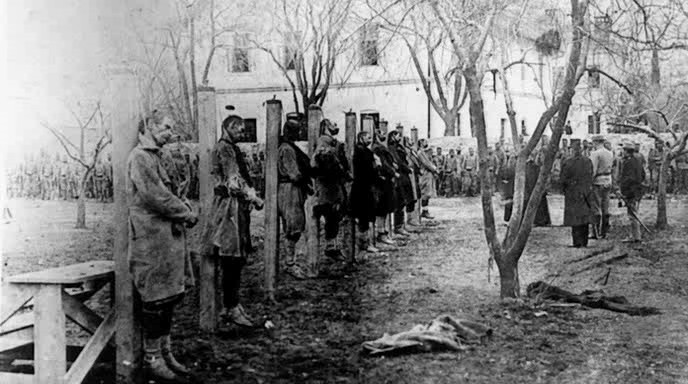
Serbowie powieszeni przez Austriaków na szubienicach würgegalgen w Trebinje, podczas zajść antyserbskich w czerwcu 1914 roku

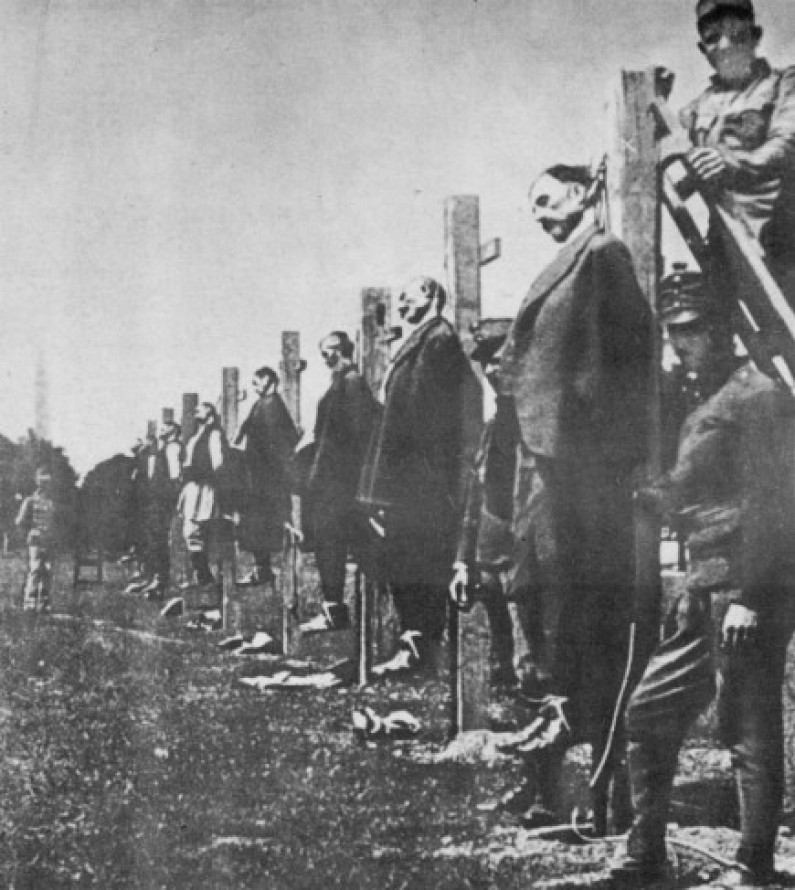
Serbowie powieszeni przez austro-węgierskich żołnierzy na szubienicach würgegalgen (1916)

Würgegalgen – szubienica służąca do zabijania dokonywanego przez powieszenie i uduszenie za szyję. W Austrii używano jej w latach 1870–1950, ale w tym okresie i później wykorzystywano ją także na Węgrzech i w Czechosłowacji.

## Zasada działania
Działanie würgegalgen oparte jest na tej samej zasadzie co garota, ale w przeciwieństwie do garoty, która służyła również jako narzędzie tortur, szubienica ta służyła wyłącznie do wykonywania egzekucji. Konstrukcje tego typu istniały już od XVII wieku, a würgegalgen była już znana jako jeden z kilku rodzajów szubienicy w czasie wojny trzydziestoletniej (1618–1648). 
Uśmiercania dokonywano na słupie z liną przymocowaną do haka u góry. Kat stał na platformie za słupem. Podczas egzekucji dwóch pomocników przyprowadzało więźnia z celi śmierci, opierało go plecami o słup i podnosiło. W tym momencie kat zakładał mu pętlę na szyję. Następnie na polecenie kata pomocnicy przyciskali skazanego za ramiona do ziemi. To natychmiast odcinało dopływ krwi do mózgu. Skazaniec pozostawał na słupie przez co najmniej godzinę po egzekucji, po czym jego ciało poddawano sekcji zwłok i chowano w grobie.

## Historia szubienicy
W Austro-Węgrzech würgegalgen była zatwierdzonym przez państwo narzędziem egzekucyjnym najpóźniej od 1870 roku i była używana do 1918 roku, a następnie także w niektórych państwach będących jej sukcesorami. Würgegalgen stała się szczególnie znana dzięki wiedeńskiemu katowi Josefowi Langowi, który nie aprobował anglosaskiego sposobu wieszania na długim sznurze, gdyż jego zdaniem powodowało to niepotrzebnie wielką i długotrwałą agonię. Lang uważał egzekucję trwającą ponad minutę za „brudną rzeź” i był przekonany, że uduszenie jego metodą nie powodowało najmniejszego bólu, ale raczej wywoływało „przyjemne uczucia”. Jako dowód przytoczył próbę uduszenia się, którą kiedyś próbowali zrobić jego asystenci. Nierzadko zdarzało się, że zdjęcia kata i jego pomocników z osobą zmarłą były robione jako pamiątki po egzekucjach, jak na przykład fotografia Josefa Langa z Włochem Cesare Battistim, którego stracono 12 lipca 1916 roku w Trydencie.
Podczas I wojny światowej metoda egzekucji za pomocą würgegalgen była szeroko stosowana przez armię austro-węgierską, ale były to egzekucje zbiorowe na rzeczywistych lub domniemanych wrogach, takich jak partyzanci, dywersanci i tym podobni. Ponieważ jednak platforma nie zawsze była dostępna, zastępowano ją prostą drewnianą drabiną za słupkiem.
Po zakończeniu „Wielkiej Wojny” w Austrii do roku 1933 nie wykonywano kary śmierci. W latach 1933–1938 w okresie dyktatorskich rządów, najpierw Engelberta Dollfussa a następnie Kurta Schuschnigga, stracono za pomocą szubienicy würgegalgen ponad 40 osób. Po II wojnie światowej würgegalgen była nadal używana, ostatni raz 24 marca 1950 roku, kiedy morderca Johann Trnka został stracony w wiedeńskim okręgowym sądzie karnym. Była to jednocześnie ostatnia egzekucja w Austrii. 
Würgegalgen stosowano także w Niemczech w okresie narodowego socjalizmu, między innymi w obozie koncentracyjnym Sachsenhausen w miejscowości Sachsenhausen (obecnie dzielnica Oranienburga). 